# Mẫn (họ)
Mẫn là một họ của người châu Á. Họ này có mặt ở Việt Nam, Trung Quốc (chữ Hán: 閔, Bính âm: Min) và Triều Tiên (Hangul: 민, Romaja quốc ngữ: Min). Họ này xếp thứ 132 trong danh sách Bách gia tính.
Ở Việt Nam, những người mang họ này tập trung chủ yếu ở tỉnh Bắc Ninh.

## Người Việt Nam họ Mẫn
- Mẫn Bá Xuân, vận động viên vật Việt Nam

## Người Trung Quốc họ Mẫn
- Mẫn Tử Khiên, một trong 72 học trò (thất thập nhị hiền) của Khổng Tử
- Mẫn Cống, đại thần nhà Đông Hán đầu thời Tam Quốc
- Mẫn Trinh, danh họa thời nhà Thanh
- Mẫn Tiểu Phân, nghệ sĩ đàn tì bà Trung Quốc

## Người Hàn Quốc họ Mẫn
- Hoàng hậu Minh Thành, Vương hậu của Triều Tiên Cao Tông
- Min Kyung-hoon (Hán Việt: Mẫn Canh Huân), ca sĩ Hàn Quốc
- Suga (Tên thật: Min Yoon-gi, Hán Việt: Mẫn Doãn Kỳ), nam ca sĩ nhóm BTS
- Min Hee-jin, nữ giám đốc thương hiệu người Hàn Quốc